# Cristián Cuevas
Cristián Alejandro Cuevas Jara (spanyol kiejtés: [ˈkristjan ˈkweβas]; Rancagua, 1995. április 2. –) chilei labdarúgó, jelenleg az angol Chelsea játékosa, valamint a chilei válogatott tagja.
Részt vett a 2013-as U20-as labdarúgó-világbajnokságon Törökország-ban.

## Pályafutása
Pályafutását a O'Higgins chilei amatőrcsapatban kezdte.

### O'Higgins
Itt kezdte a pályafutását Cristián Cuevas. Hamar betört az első csapatba, 2011 március 8-án mutatkozott be egy 5-1 vereséggel a Colo-Colo ellen.

### Chelsea
A Chilei U20-as csapatban nyújtott teljesítményére felfigyeltek. 2012 novemberében, azt jelentették, hogy Cristián Cuevas-t leigazolták a Premier League-be mégpedig a Chelsea csapata. Az egyezség februárban fejeződött be 2013-ban, a Chelsea fizet 1.7m £-ot érte.